# Parque da Cidade (Buenos Aires)
O Parque da Cidade o Cidade do Rock (em Castelhano: Parque da la Ciudad ou Ciudad del Rock) é o primeiro grande parque temático construído na Argentina. Está dividido em cinco sectores temáticos (Latino, Carnaval, Futuro, Fantasia e Internacional). Está localizado no bairro de Villa Soldati, na zona sul da cidade de Buenos Aires, abrangendo 120 hectares de área. Entre as atracções mais emblemáticas encontra-se a Torre Espacial (reaberta em 2011), mas também a montanha russa Aconcagua, a Roda Gigante Scorpion e a montanha russa de aço de circuito duplo Vertigorama, que é a única do seu tipo no mundo. Actualmente o espaço funciona apenas como espaço verde e recreativo.

## História
O parque foi inaugurado a 21 de Setembro de 1982, na altura com o nome Parques Interama; um ano depois o chefe de Governo da cidade de Buenos Aires rescindiu a concessão por alegado incumprimento da empresa (Interama) relativamente a algumas cláusulas do contrato. Em Dezembro de 1983, o parque ficou nas mãos do município da capital argentina, mudando então o nome para Parque da Cidade.
No final de Outubro de 2003, o Parque da Cidade foi fechado por ordem do responsável governamental da cidade, Aníbal Ibarra, que prometeu reabri-lo rapidamente, mediante algumas remodelações e actualizações menores. Contudo, o espaço ficou encerrado durante quatro anos. Durante o ano de 2013 algumas atracções começaram a ser desmanteladas, devido ao projecto de aqui se implementar a Cidade do Rock.

## Reabertura
A 3 de Fevereiro de 2007, o parque foi aberto novamente ao público, e iniciou-se o trabalho de restauração de várias atracções para crianças e outras para adultos. No início de 2008, cerca de 14 atracções mecânicas estavam já a operar e ao dispor do público, enquanto eram restauradas outras seis atracções. O plano era restaurar, gradualmente, as mais de 60 atracções do parque.

## Novo encerramento
Quando mudou o Chefe de Governo da Cidade de Buenos Aires (assumiu o cargo Mauricio Macri), as atracções foram encerradas outra vez. No mesmo ano, o governo de Buenos Aires começou a desmantelar grande parte das atracções electromecânicas. A Associação Argentina de Amigos de Parques de Diversões, depois de realizar investigações, afirmou que não existiam motivos nem fundamentos para encerrar as atracções.
O Provedor de Justiça do Povo da Cidade de Buenos Aires recomendou ao Executivo da capital argentina a reabertura efectiva.

## Mudança de nome
Em 2013, Mauricio Macri anunciou que o espaço passaria a designar-se Cidade do Rock (Ciudad del Rock) e passaria a ser usado apenas para concertos.
O Governo da Cidade de Buenos Aires desmantelou o Parque da Cidade, e a Cidade do Rock representou uma despesa superior a 56 milhões de pesos, suportados com o orçamento municipal. Para a Provedora adjunta do Povo de Buenos Aires, esta nova obra do governo de Mauricio Macri foi acompanhada pela destruição de bens públicos, redução de espaços verdes, negociados com privados em único benefício destes. A Cidade do Rock tem como único beneficiário a empresa Siberia SA.

## Atracções

### Montanhas Russas
- Alpen Blitz (Sector Latino)
  - Montanha russa de aço auto-propulsionada. Desenhada por Werner Stengel e fabricada por Anton Schwarzkopf GmbH.[17]

- Montanha Russa Infantil (Sector Latino)
  - Montanha russa de aço para as crianças pequenas. Fabricada por Intamin AG.[18]

- Wildcat (Sector Carnaval)
  - Montanha russa de aço estilo Wild Mouse. Desenhada por Werner Stengel e fabricada pela empresa alemã Anton Schwarzkopf GmbH.[19]

- Aconcagua (Sector Carnaval)
  - Montanha russa de aço. Desenhada por Werner Stengel e fabricada pela empresa alemã Anton Schwarzkopf GmbH. Tem uma altura de 36 metros e una velocidade máxima de 93 km/h.[20]

- Vertigorama (Sector Futuro)
  - Montanha russa de aço de duplo circuito. Desenhada por Intamin AG e fabricada por Giovanola.[2]

- Super Montanha Russa Infantil (Sector Fantasia)
  - Montanha russa de aço para crianças. Fabricada por Intamin AG.[14]

- Jetstar (Sector Fantasia)
  - Montanha russa de aço. Desenhada por Werner Stengel e fabricada pela empresa alemã Anton Schwarzkopf GmbH. *Não chegou a ser montada, permanecendo armazenada desde que foi importada em 1981.[21]

- Hidrovertigo (Sector Internacional)
  - Montanha russa aquática com quatro descidas totais. Fabricada por Intamin AG. É uma das maiores montanhas russas aquáticas do mundo.

### Lista Completa de Atracções
- Sector Latino
  - Asa Delta[8]
  - Autos Fantasia
  - Montanha Rusa Alpen Blitz
  - Labirinto
  - Monster (Pulpo)
  - Diligência[8]
  - Matterhorn Planet
  - Montanha Russa Infantil
  - Pequeno carrossel
  - Palco de Orquesta
  - Carrossel[8]
  - Aerogondolas
  - Roda Infantil

- Sector Carnaval
  - Sky Diver
  - Super Round Up
  - Motos Fantasia
  - Hurricane
  - Montanha Russa Wildcat
  - Caiaque
  - Scrambler
  - Autoestrada Infantil
  - Águas Musicais (Grande Fonte de Águas Dançantes)
  - Acrobacia Aérea
  - Sky Wheel
  - Montanhaa Russa Aconcagua
  - Comboio a Vapor

- Sector Futuro
  - Enterprise I
  - Aviõezinhos
  - Round Up II
  - Montanha Russa Vertigorama
  - Torre Espacial
  - Carrossel
  - Calypso
  - Telecombate
  - Enterprise II
  - Aerogondolas

- Sector Fantasia
  - Skooter (carrinhos de choque)
  - Minos (carrinhos de choque infantis)
  - Grande Carrossel
  - Speedway
  - Scorpion (Roda gigante Dupla)
  - Trabant
  - Gulliver
  - Super Montanha Russa Infantil

- Sector Internacional
  - Holandês Volador
  - Canoas do Lago
  - Bayern Kurve
  - Himalaya
  - Montanha Russa Hidrovertigo
  - Barcos de choque
  - Aerogondolas

### Serviços
- Casas de banho, quiosques, snack bares (Praça Central e Sectores)
- Posto médico
- Restaurante Techos Azules (Sector Carnaval)
- Restaurante Techos Naranjas (Sector Futuro)
- Pastelaria Tudor (Sector Internacional) *obra por concluir

## Eventos musicais

### Principais Concertos e Eventos
| País           | Artista                   | Ano     |
| -------------- | ------------------------- | ------- |
| Argentina      | Spinetta Jade             | 1984    |
| Argentina      | Festival de los Lagos     | 1984    |
| Argentina      | Los Pericos y Dread Mar-I | 2013    |
| Argentina      | Quilmes Rock              | 2013    |
| Argentina      | Rock BA                   | 2014/15 |
| Estados Unidos | Ultra Music Festival      | 2014/15 |
| Países Baixos  | Armin van Buuren          | 2014    |
| Porto Rico     | Ricky Martín              | 2014    |
| Reino Unido    | Monsters of Rock          | 2015    |